# 송서미
송서미(1991년 2월 1일 ~)는 대한민국의 아나운서 출신 프리랜서 방송인이다. 22살 무렵에 여수 MBC에 입사하였으며, 연합뉴스TV, KBS, YTN 라디오 등에서 아나운서로 근무하였다. 화장품 모델, 스포츠 잡지에 기고하는 작가 등으로도 활동하였으며, 2021년 4월 이후 프리랜서로 활동하고 있다. 유튜버, 인플루언서로도 활동 중이다.

## 학력
- 숙명여자대학교 국어국문학과 학사
- 고려대학교 언론대학원 뉴미디어전공

## 경력
- 2015년 여수 MBC 입사
- 2018년 연합뉴스TV 앵커
- 2018년 8월, 화장품 '지투셀(G2CELL)' 전속 모델
- 2019년 부산 KT 소닉붐 리포터 (KBL 최초, 소셜미디어 전문)
- 2020년 KBS24 《24시간 뉴스》 진행
- 2021년 YTN 라디오 《출발 새아침》
- 2021년 5월, 유튜브, 네이버TV, [KTV] 방송 8부작 웹드라마 《대표님은 못말려》 출연